# Lysstofrør
Et specialfremstillet, bøjet og ofte farvet gasudladningsrør til et reklameskilt e.lign. kaldes et neonrør (se dette).
Et lysstofrør er et gasudladningsrør og er en massebetegnelse for lyskilder. Lysstofrør omsætter elektrisk energi til lysenergi og er derfor en transducer.
Et lysstofrør fungerer ved at en gas af kviksølvdampe og ædelgas i et glasrør udsender ultraviolet stråling pga. en vedvarende elektrisk udladning. Den ultraviolette stråling absorberes herefter i et fluorescerende stof på indersiden af røret. I det fluorescerende stof omsættes en del af den ultraviolette stråling til synligt lys. Det fluorescerende stof, der kaldes "lysstoffet", giver lampetypen dens navn.
Lysstofrør er ofte lige rør (lineare) til standardarmaturer eller bøjede rør i kompaktlysstofrør. Et kompaktlysstofrør er blot et eksempel på en sparepære. Kompaktlysstofrør er blot en særlig kompakt form for lysstofrør, hvor røret typisk er bygget sammen med den elektronik (ofte kaldet hf-spole) der er nødvendig for at starte og stabilisere den elektriske strøm gennem røret. Kompaktlysstofrør er forsynet med et gevind der gør, at de kan anvendes i mange standard skruefatninger (armaturer) der oprindelig er designet til glødepærer.

## Miljø
Lysstofrør indeholder kviksølv. Kviksølv er miljøskadeligt, giftigt og forurenende.
Lysstofrør og kompaktlysstofrør skal altid bortskaffes specielt i dertil indrettede containere, der findes på genbrugspladser, i miljøbiler eller i forbindelse med andre indsamlingsordninger.
Som eksempel på giftigheden kan nævnes, at hvis lysstofrør transporteres i 1 m³ lukkede beholdere med gummipakning langs lågen, skal bilen være forsynet med permanent udsugning i ladet, hvis man kører med mere end 3 beholdere pr. tur. Dette er "menig mands oversættelse" af Arbejdstilsynets regler.
På trods af kviksølvet er lysstofrør dog mere miljøvenlige end glødepærer på grund af det lavere energiforbrug. Alt efter hvilken type kraftværk elektriciteten fremstilles på, vil der ved produktionen af den ekstra energi til glødelampen udskilles mere kviksølv (på værket) end lysstofrøret indeholder. Udslippet af kuldioxid er også mindre for lysstofrør pga. det mindre energiforbrug.
I 2023 blev salg af lysstofrør forbudt (bortset fra eksisterende lager), til fordel for lysdiode-rør med lavere energiforbrug og op til 10 gange længere levetid.

## Virkemåde teknisk
Den nærmere mekanisme i lampens funktion er følgende:
- Glasrøret indeholder en blanding af kviksølv og ædelgas.
- I koldkatodelysstofrør forvarmes elektroderne ikke. I varmkatodelysstofrør sendes der strøm gennem elektroderne ved rørets ender for at opvarme disse, så der lettere blive frigjort elektroner.
- Gassen ioniseres af en høj startspænding imellem rørets to elektroder, som enten dannes når glimtænderen bryder eller grundet elektronik.
- Temperaturen stiger i rørets gas og kviksølvet kommer på dampform, så kviksølvdampen fylder røret ud. Når de frie elektroner rammer ædelgasatomerne og kviksølvatomerne kan elektroner blive løftet til højere energiniveauer ved sammenstødet. De vil så henfalde efter et stykke tid og energiforskellen emitteres som en foton.
- Den ioniserede gas – plasmaet leder strømmen og der dannes UV-fotoner, som konverteres til synlige fotoner i lysstoffet.

Elektroderne i et lysstofrør opvarmes ofte for at mindske elektronernes løsrivelsesenergi. Herved kan lampen operere ved en mindre spænding end koldkatode-lamper. Til gengæld blinker lampen ofte lidt i øjeblikkene efter at den er blevet tændt, eller der går lidt tid før fuld lysstyrke opnås.
Når lysstofrør får vekselstrøm gennem sig, vil begge elektroder skiftevis have katodefunktion og anodefunktion.
Når lysstofrør får jævnstrøm eller pulset jævnstrøm gennem sig, vil det kun være elektrodeenden, der er forbundet til minus, som har katodefunktion og derfor skal kunne slippe elektroner løs. Den anden elektrode vil have anodefunktion, som ikke skal varmes op.